# Raciąż-Piaski
Raciąż-Piaski – nieoficjalna części wsi Raciąż w Polsce, położona w województwie kujawsko-pomorskim, w powiecie tucholskim, w gminie Tuchola.
Miejscowość położona jest na obszarze Pojezierza Krajeńskiego przy zachodniej granicy Tucholskiego Parku Krajobrazowego, nad jeziorem Rudnica. Osada jest częścią składową sołectwa Raciąż.
W latach 1975–1998 miejscowość położona była w województwie bydgoskim.
Zobacz też: Raciąż